# Clinopodium brownei
Clinopodium brownei är en kransblommig växtart som först beskrevs av Olof Swartz, och fick sitt nu gällande namn av Carl Ernst Otto Kuntze. Clinopodium brownei ingår i släktet bergmyntor, och familjen kransblommiga växter. Inga underarter finns listade i Catalogue of Life.